# باسيتكي
باسيتكي (بالكردية: باستکێ)‏ و (بالإنجليزية: Bassetkî)‏ هي قرية صغيرة في العراق، في محافظة دهوك بإقليم كوردستان العراق المتمتع بالحكم الذاتي. ترتبط القرية بالعديد من الاكتشافات الأثرية.

## تاريخ
استقر البشر في الموقع في الفترات البرونزية المبكرة والبرونزية الوسطى والميتانية والآشورية الوسطى والآشورية الحديثة والهلنستية والإسلامية والحديثة.

## الآثار
في عام 1975، تم اكتشاف جزء من تمثال الملك الأكدي نارام-سين، المعروف باسم تمثال باسيتكي، بالقرب من باسيتكي. سُرق التمثال من المتحف العراقي خلال حرب العراق، لكن الجنود الأمريكيين استعادوه لاحقًا.
منذ عام 2016، تم إجراء الحفريات الأثرية في باسيتكي من قبل فريق معهد دراسات الشرق الأدنى القديم من جامعة توبنغن ومن قبل حسن قاسم من مديرية الآثار في دهوك. وكشف الفريق عن مدينة كبيرة من العصر البرونزي تأسست في حوالي 3000 قبل الميلاد والتي ازدهرت لأكثر من 1200 سنة. كان للمدينة سور يحمي الجزء العلوي من المدينة من الغزاة منذ حوالي 2700 قبل الميلاد. كان للمدينة شبكة طرق واسعة والعديد من الأحياء السكنية ومبنى فخم. كما توجد مقبرة حديثة خارج المدينة. كانت المدينة مرتبطة بمناطق أخرى من بلاد الرافدين والأناضول بواسطة طريق بري يعود تاريخه إلى عام حوالي 1800 قبل الميلاد. اكتشف علماء الآثار أيضًا طبقات المستوطنات التي يعود تاريخها إلى الإمبراطورية الأكدية، والتي تشمل أيضًا أراضي العراق الحديث. تم الإعلان عن الاكتشافات من قبل جامعة توبنغن في 3 نوفمبر 2016.
في صيف عام 2017، اكتشف علماء الآثار من جامعة توبنغن في ألمانيا مجموعة من الألواح المسمارية عمرها 3200 عام مخبأة داخل مجموعة من الأباريق الخزفية. تكشف هذه الألواح عن موقع مدينة مردمان الملكية القديمة المفقودة والتي كانت ذات يوم تقع عوض وفي نفس موقع باسيتكي اليوم. يعود تاريخ الألواح إلى حوالي عام 1250 قبل الميلاد عندما كانت المنطقة جزءًا من الإمبراطورية الآشورية الوسطى.